# 孫存
孫存（1491年—1547年），字性甫，號豐山，南直隶滁州人，官籍。明朝政治人物。

## 生平
正德八年（1513年）癸酉科應天府乡试舉人，九年（1514年）联捷甲戌科二甲第四名進士，授礼部儀制司、祠祭司主事，历员外郎、主客司郎中，嘉靖元年（1522年）冬出任赣州府知府，三年七月父喪丁忧归。起復长沙府知府，八年正月赴京入觐，上言時事。调任荆州府，十一年四月上所集刊《大明律读法》，世宗以其擅自增释律令，令御史逮问。後改任处州府知府，十六年（1537年）十月升陕西按察司副使，十七年七月升江西布政使司右参政，十八年闰七月被处州府举人卢纲诬告，被逮捕至京讯问，十九年十一月经过工科左给事中沈良才、刑部署郎中钱冲、锦衣卫千户魏颐勘查後，证明孙存無罪，遂令复职致仕。後起復升任河南按察使，二十一年闰五月升本省右布政使，二十三年正月以考察调用，二十六年正月考察以不謹閑住。精于刑法，著有《律令读法》。书法則以清媚見稱。

## 家族
曾祖孫和。祖父孫允恭，赣州府教授。父孫序（1445年-1524年），字尚禮，自號雙泉居士，成化癸卯举人，弘治十四年辛酉（1501年）授建宁府推官。生母李氏，贈安人；继母黎氏，封安人。兄孫孝，益府典膳；孫孜，義官；弟孫季、孫孟、孫厚、孫孚。